# البتيراء/عمد (الشرية)

تعديل مصدري - تعديل

البتيراء/عمد هي إحدى قرى عزلة آل غنيم بمديرية الشرية التابعة لمحافظة البيضاء، بلغ تعداد سكانها 453 نسمة حسب تعداد اليمن لعام 2004.